# 拉瓦罗尼亚德里亚尔布
拉瓦罗尼亚德里亚尔布，是西班牙加泰罗尼亚莱里达省的一个市镇。 总面积144平方公里，总人口271人（2009年），人口密度2人/平方公里。